# Международная федерация гандбола
Международная федерация гандбола (англ. International Handball Federation, сокр. IHF, в русской транслитерации ИГФ) — управляющая организация мирового гандбола. Объединяет 209 национальных федераций. Штаб-квартира находится в швейцарском городе Базеле. Президентом ИГФ является Хасан Мустафа (Египет).

## История
В 1928 году в Гааге (Нидерланды) была образована Международная любительская федерация гандбола (IAHF). В 1933 году гандбол (11×11) был признан олимпийским видом спорта, а через три года на Играх XI Олимпиады, проходивших в Берлине, состоялся турнир по гандболу. В финале Германия обыграла Австрию 10:6. В январе 1938 в Германии прошёл первый чемпионат мира (7×7), победу в котором вновь одержала немецкая национальная сборная. В июле того же года вновь в Германии состоялось мировое первенство по гандболу 11×11, победителем которого также стала сборная Германии. Безусловное лидерство Германии в мировом гандболе обернулось тем, что после начала второй мировой войны, развязанной фашистским режимом третьего рейха, IAHF прекратила своё существование.
После войны началось возрождение гандбола и его мировой структуры. 11 июля 1946 года в Копенгагене (Дания) представителями восьми стран (Дании, Нидерландов, Норвегии, Польши, Финляндии, Франции, Швейцарии и Швеции) была основана Международная федерация гандбола (ИГФ). Первым президентом новой спортивной организации был избран швед Ёста Бьорк.
В июне 1948 года ИГФ провела первый послевоенный чемпионат мира по гандболу 11×11 среди мужчин, а через год — и среди женщин. В дальнейшем по этой разновидности гандбола состоялось ещё 5 мужских мировых первенств (до 1966) и два женских чемпионата мира (до 1960), после чего в мире окончательно утвердилась зальная разновидность этого вида спорта (7×7).
В январе 1954 года в Швеции был проведён чемпионат мира среди мужских команд, а в июле 1957 в Югославии — первый чемпионат мира среди женщин по гандболу 7×7.
В 1972 году в программе Олимпийских игр, проходивших в Мюнхене, после 36-летнего перерыва состоялись соревнования по гандболу среди мужчин. В 1976 в программу Олимпиад включён и женский гандбол.
В 1971—2006 разыгрывался Кубок мира среди мужских команд, а в 2005—2010 ежегодно проходил аналогичный турнир и среди женщин.
С 1973 в структуре ИГФ начинают создаваться континентальные федерации. В настоящий момент их насчитывается 6: Азиатская, Африканская, Европейская, Северной Америки и Карибского бассейна, Южной и Центральной Америки и Океании.
В 1977 году были проведены первые чемпионаты мира среди молодёжных команд. С 2005 проходят чемпионаты мира среди юношей, а с 2006 — и среди девушек.
С начала XXI века активное распространение получает пляжный гандбол. По этой разновидности гандбола с 2004 проводятся чемпионаты мира. Пляжный гандбол включён в программу Всемирных игр 2005 года г. Дуйсбург Германия. 
В настоящее время ИГФ является одной из самых динамично растущих международных спортивных федераций. В 1950 году в её составе насчитывалась 21 национальная ассоциация, в 1972 — 54, в 1980 — 68, в 1988—100, а после XXXIII Конгресса ИГФ, прошедшего в 2011 году, число стран-членов ИГФ выросло до 176.
На сегодняшний день по количеству стран, входящих в Международные федерации по игровым командным видам спорта, гандбол уступает только волейболу (220 стран), баскетболу (213) и футболу (209).

### Президенты ИГФ
- 1946—1950 —  Ёста Бьорк
- 1950—1971 —  Ханс Бауман
- 1971—1984 —  Пауль Хёгберг
- 1984—2000 —  Эрвин Ланц
- с 2000 —  Хасан Мустафа

## Структура ИГФ
Высший орган Международной федерации гандбола — Конгресс, который созывается один раз в два года. В работе Конгресса приглашаются принять участие все национальные федерации, являющиеся членами ИГФ.
Для решения задач, поставленных Конгрессом перед ИГФ, а также уставных требований, делегаты Конгресса избирают Совет, который проводит в жизнь решения Конгресса, а также организует повседневную деятельность ИГФ. Совет состоит из президента ИГФ, первого вице-президента, 4 вице-президентов, генерального секретаря, казначея и 5 членов. Совет комплектуется по континентальному признаку и все его члены избираются на срок 4 года.
В составе Совета образуется Исполнительный комитет (Исполком). Он состоит из президента, первого вице-президента, генерального секретаря и казначея. Исполком осуществляет повседневное руководство ИГФ под контролем Совета и следит за выполнением его решений.
Для решения специальных задач, стоящих перед ИГФ, в её структуре созданы постоянные технические комиссии: по организации соревнований, по правилам игры и судейству, тренерско-методическая, медицинская, по развитию.
ИГФ разделена на 6 континентальных федераций, которые являются структурными подразделениями ИГФ. Они полномочные представители ИГФ в своих географических зонах. Национальные федерации являются одновременно членами ИГФ и своей региональной федерации. Обычно страна является членом федерации своего региона, однако существуют некоторые исключения.
Список региональных объединений выглядит следующим образом:
- Европейская федерация гандбола (EHF) — Европа;
- Азиатская федерация гандбола (AHF) — Азия;
- Африканская конфедерация гандбола (САНВ) — Африка;
- Конфедерация гандбола Северной Америки и Карибского бассейна (NACHC) — Северная Америка и Карибский бассейн;
- Конфедерация гандбола Южной и Центральной Америки (SCAHC) — Южная и Центральная Америка;
- Континентальная федерация гандбола Океании (OCHF) — Австралия и Океания.

## Официальные соревнования
В рамках своей деятельности Международная федерация гандбола отвечает за проведение следующих турниров среди национальных сборных команд:
- Олимпийские турниры по гандболу — один раз в 4 года (совместно с МОК);
- Чемпионаты мира среди национальных сборных команд — один раз в два года по нечётным годам;
- Чемпионаты мира среди молодёжных сборных команд — один раз в два года по нечётным (мужчины) и чётным (женщины) годам;
- Чемпионаты мира среди юниоров — один раз в два года по нечётным (юноши) и чётным (девушки) годам;
- Чемпионаты мира по пляжному гандболу — один раз в два года по чётным годам.

## Члены ИГФ

### Европа
52 национальные федерации: Австрия, Азербайджан, Албания, Англия, Андорра, Армения, Белоруссия, Бельгия, Болгария, Босния и Герцеговина, Великобритания, Венгрия, Германия, Греция, Грузия, Дания, Израиль, Ирландия, Исландия, Испания, Италия, Кипр, Косово, Латвия, Литва, Лихтенштейн, Люксембург, Мальта, Молдавия, Монако, Нидерланды, Норвегия, Польша, Португалия, Россия, Румыния, Северная Македония, Сербия, Словакия, Словения, Турция, Украина, Фарерские острова, Финляндия, Франция, Хорватия, Черногория, Чехия, Швейцария, Швеция, Шотландия, Эстония.

### Азия
44 национальные федерации: Афганистан, Бангладеш, Бахрейн, Бутан, Бруней, Восточный Тимор, Вьетнам, Гонконг, Индия, Индонезия, Иордания, Ирак, Иран, Йемен, Казахстан, Камбоджа, Катар, Китай, КНДР, Кувейт, Кыргызстан, Лаос, Ливан, Макао, Малайзия, Мальдивская Республика, Монголия, Непал, ОАЭ, Оман, Пакистан, Палестина, Саудовская Аравия, Сингапур, Сирия, Таджикистан, Таиланд, Тайвань, Туркменистан, Узбекистан, Филиппины, Шри-Ланка, Южная Корея, Япония.

### Африка
53 национальные федерации: Алжир, Ангола, Бенин, Ботсвана, Буркина-Фасо, Бурунди, Габон, Гамбия, Гана, Гвинея, Гвинея-Бисау, Джибути, Египет, Замбия, Зимбабве, Кабо-Верде, Камерун, Кения, Коморские Острова, Республика Конго, ДР Конго, Кот-д’Ивуар, Лесото, Либерия, Ливия, Маврикий, Мавритания, Мадагаскар, Малави, Мали, Марокко, Мозамбик, Намибия, Нигер, Нигерия, Руанда, Сан-Томе и Принсипи, Сейшельские Острова, Сенегал, Сомали, Судан, Сьерра-Леоне, Танзания, Того, Тунис, Уганда, ЦАР, Чад, Экваториальная Гвинея, Эсватини, Эфиопия, ЮАР, Южный Судан.

### Северная АмерикаиКарибский бассейн
21 национальная федерация: Антигуа и Барбуда, Багамские Острова, Барбадос, Виргинские Британские острова, Гаити, Гваделупа, Гренада, Гренландия, Доминика, Доминиканская Республика, Каймановы острова, Канада, Куба, Мартиника, Мексика, Пуэрто-Рико, Сент-Китс и Невис, Сент-Люсия, США, Тринидад и Тобаго, Ямайка.

### ЮжнаяиЦентральная Америка
19 национальных федераций: Аргентина, Белиз, Боливия, Бразилия, Венесуэла, Гайана, Гватемала, Гондурас, Колумбия, Коста-Рика, Никарагуа, Панама, Парагвай, Перу, Сальвадор, Французская Гвиана, Уругвай, Чили, Эквадор.

### Австралия и Океания
20 национальных федераций: Австралия, Американское Самоа, Вануату, Гуам, Кирибати, Острова Кука, Маршалловы Острова, Науру, Новая Зеландия, Новая Каледония, Палау, Папуа — Новая Гвинея, Самоа, Северные Марианские острова, Соломоновы Острова, Тонга, Тувалу, ФШМ, Фиджи, Французская Полинезия (Таити).